# Occhiobello

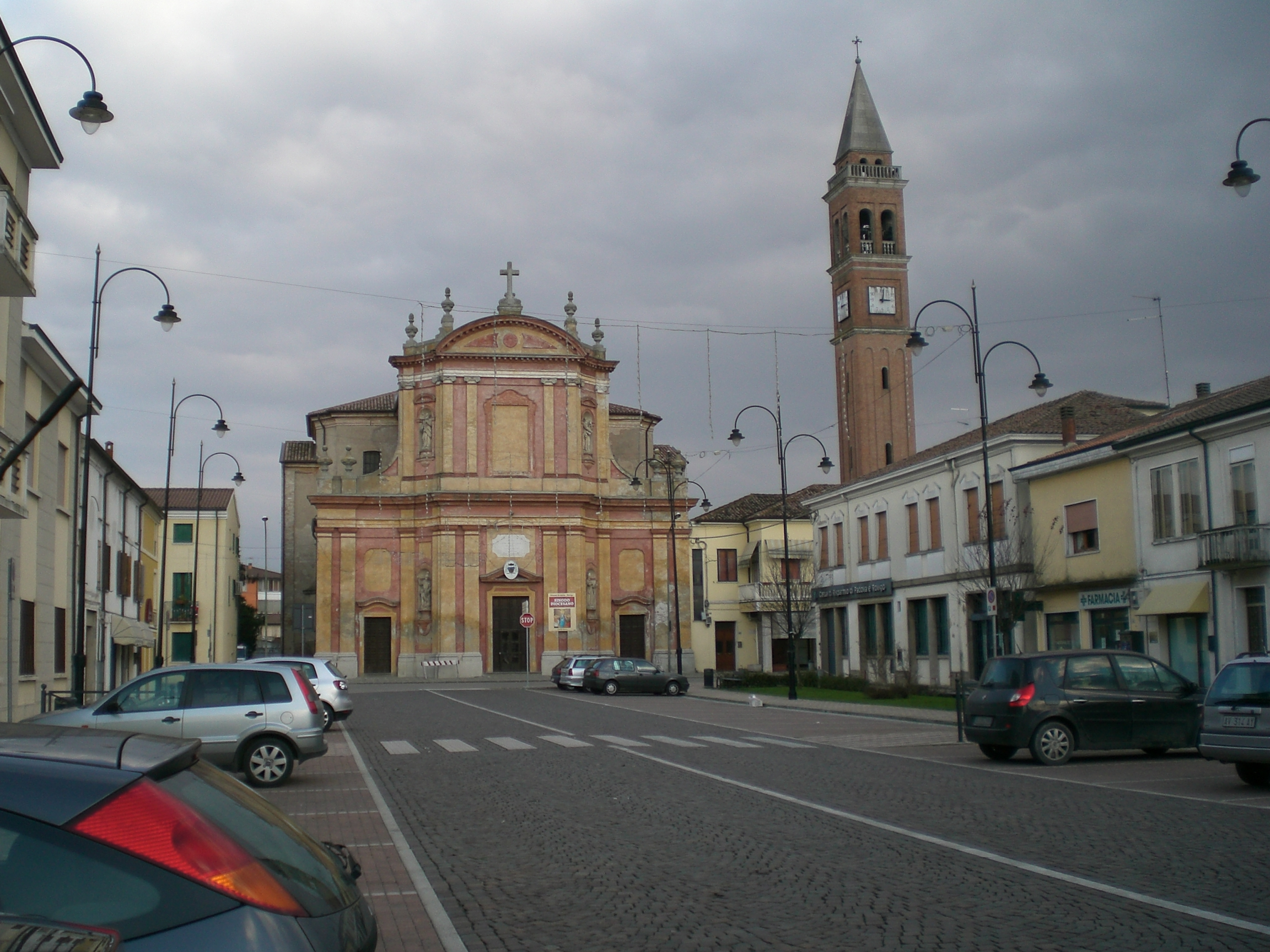
Ortsbild von Occhiobello

Occhiobello ist eine italienische Gemeinde (comune) mit 12.064 Einwohnern (Stand 31. Dezember 2023) in der Provinz Rovigo in Venetien. Die Gemeinde liegt etwa 23 Kilometer südwestlich von Rovigo und etwa 10 Kilometer nordwestlich von Ferrara am Po. Occhiobello grenzt unmittelbar an die Provinz Ferrara.

## Geschichte
Die Gemeinde liegt am Rand der Polesine, einem sumpfigen Gebiet, das sich über das gesamte Po-Delta bis ins Landesinnere nach Castelnuovo Bariano erstreckt. Die nahe Lage am Po war für den Ort immer mit der Bedrohung durch Überschwemmungen verbunden. Ferner liegt der Ort gegenüber von Ferrara bzw. seinem Vorwerk Pontelagoscuro (einem Ortsteil von Ferrara mit heute ca. 6000 Einwohnern). Schon daher ist der Einfluss der Herrschaft von Ferrara im Mittelalter zu erklären.
Im November 1951 wurde Occiobello, wie viele andere Gemeinden in der Polesine, vom Hochwasser des Po sehr schwer getroffen.

## Gemeindepartnerschaft
Occhiobello unterhält eine Partnerschaft mit der französischen Gemeinde Mennecy im Département Essonne und der Stadt Renningen in Baden-Württemberg.

## Verkehr
Occhiobello wird durchquert von der Autostrada A13 von Bologna nach Padua. Ein Autobahnanschluss besteht im Ortsteil San Gaetano. An der Bahnstrecke Padua–Bologna liegt der Bahnhof Occhiobellos. Durch den Ort führt ferner die Strada Statale 16 Adriatica.